# A Very Trainor Christmas
A Very Trainor Christmas es el cuarto álbum de estudio, y el primer álbum navideño, de la cantautora estadounidense Meghan Trainor, publicado el 30 de octubre de 2020, por Epic Records y su propio sello, Honest OG Recordings. El álbum contiene versiones de estándares navideños, como "It's Beginning to Look a Lot Like Christmas" (1951) y "Last Christmas" (1984), así como seis grabaciones originales. Trainor trabajó con productores como su hermano Justin Trainor y Asa Welch, y coescribió canciones con el primero y su otro hermano Ryan, entre otros, para crear el álbum. Entre los artistas que aparecen en A Very Trainor Christmas están Earth, Wind & Fire, Seth MacFarlane, los primos de Trainor Jayden, Jenna y Marcus Toney, y su padre Gary Trainor. Una edición Target del álbum incluye una versión de "A Holly Jolly Christmas" (1964) y la canción original "I'll Be Home", que apareció por primera vez en el EP de Epic I'll Be Home for Christmas (2014). Una edición de lujo del álbum fue lanzada el 29 de octubre de 2021.
Meghan Trainor incursionó en la música navideña al contribuir con la canción original "I'll Be Home" del EP I'll Be Home for Christmas editado por Epic Records en 2014. Apareció en la versión de Brett Eldredge de "Baby, It's Cold Outside" (1944), para su álbum de 2016 Glow, y lanzó una versión de "White Christmas" (1942) dos años después para Spotify Singles Christmas. El 7 de octubre de 2020 lanzó la canción original My Kind of Present, acompañada de una versión de "Last Christmas" (1984). A Very Trainor Christmas se publicó el 30 de octubre.

## Composición
Toda la familia de Trainor participó en la creación de A Very Trainor Christmas, como compositores, coristas, productores e instrumentistas. Sus primos Jayden, Jenna y Marcus Toney, y su padre Gary Trainor, aparecen como artistas destacados, mientras que su hermano Justin participó en la producción y composición de canciones, y Ryan en esta última. Respecto a esta decisión, Trainor declaró que es "una niña de Navidad" y que siempre había soñado con "publicar un álbum navideño y hacerlo con su familia lo hacía mucho mejor". Earth, Wind & Fire y Seth MacFarlane fueron elegidos como colaboradores por ser los "favoritos de siempre" de su familia. Trainor declaró que su familia "adora el suelo que pisa, así que conseguir que participen en este álbum todavía no parece real. El mejor regalo de Navidad de la historia".
A Very Trainor Christmas contiene 10 versiones de clásicos navideños, como "It's Beginning to Look a Lot Like Christmas" (1951) y "Last Christmas", así como seis grabaciones originales. Una edición Target del álbum incluye una versión de "A Holly Jolly Christmas" (1964) y la canción original "I'll Be Home", que apareció por primera vez en el EP de Epic I'll Be Home for Christmas (2014).

## Crítica
El redactor de AllMusic Stephen Thomas Erlewine declaró que Trainor aborda A Very Trainor Christmas con un "gusto" similar al del "anticuado showbiz razzle-dazzle", estilo que siempre ha tenido. Añadió que las grabaciones originales son las que suenan "más vivaces", pero que todo el álbum está "firmemente dentro del ámbito de la animada banda sonora de temporada". Escribiendo para Idolator, Mike Wass lo calificó de "éxito rotundo", añadiendo que "desata la alegría", y su incorporación de varios géneros "se asegura de que haya algo para todos". Concluyó que A Very Trainor Christmas tiene el potencial de "convertirse en la banda sonora navideña de referencia para las familias de todo Estados Unidos en los próximos años". Chuck Campbell de Knoxville News Sentinel escribió que el álbum carece de "clásicos bien elaborados" que lo diferencien de otros álbumes navideños, y que su ímpetu se ve "rutinariamente frustrado" por una combinación de canciones conocidas y desconocidas, lo que lleva a que "la fiesta nunca alcance su ritmo".

## Desempeño comercial
A Very Trainor Christmas debutó en el número 144 de la lista Billboard 200 emitida para el 14 de noviembre de 2020, con 7.500 unidades equivalentes a álbumess (incluidas 4.200 ventas puras) según Rolling Stone'. Desde entonces ha alcanzado el número 89. La versión de Trainor y MacFarlane de "White Christmas" debutó en el número 24 de la lista Adult Contemporary la misma semana, marcando la tercera entrada navideña para ambos artistas y más tarde alcanzó el número 1 en la lista. El álbum también entró en el Top Holiday Albums chart en el número 7 y en el UK Download Albums chart en el número 47.

## Lista de Canciones
| A Very Trainor Christmas track listing |                                                                      |                   |          |  |
| N.º                                    | Título                                                               | Producer(s)       | Duración |  |
| 1.                                     | «My Kind of Present»                                                 | M. Trainor        | 2:41     |  |
| 2.                                     | «It's Beginning to Look a Lot Like Christmas»                        | Asa Welch         | 2:08     |  |
| 3.                                     | «I Believe in Santa»                                                 | M. Trainor        | 2:38     |  |
| 4.                                     | «Last Christmas»                                                     | Welch             | 4:03     |  |
| 5.                                     | «Holidays» (con Earth, Wind & Fire)                                  | Sabath            | 2:45     |  |
| 6.                                     | «Christmas Party»                                                    | Met               | 2:55     |  |
| 7.                                     | «Winter Wonderland»                                                  | J. Trainor        | 2:18     |  |
| 8.                                     | «White Christmas» (con Seth MacFarlane)                              | Welch             | 3:01     |  |
| 9.                                     | «Holly Jolly Christmas» (bonus track)                                | Welch             | 1:45     |  |
| 10.                                    | «Christmas Got Me Blue»                                              | M. Trainor        | 3:33     |  |
| 11.                                    | «Sleigh Ride»                                                        | Frederico Vindver | 3:48     |  |
| 12.                                    | «My Only Wish»                                                       | Vindver           | 4:02     |  |
| 13.                                    | «The Christmas Song»                                                 | Vindver           | 3:35     |  |
| 14.                                    | «Rudolph the Red-Nosed Reindeer» (con Jayden, Jenna, & Marcus Toney) | Welch             | 2:30     |  |
| 15.                                    | «Naughty List»                                                       | M. Trainor        | 2:37     |  |
| 16.                                    | «Have Yourself a Merry Little Christmas» (con Gary Trainor)          | J. Trainor        | 3:48     |  |
| 17.                                    | «I'll Be Home» (bonus track)                                         | M. Trainor        | 3:39     |  |
| 18.                                    | «Silent Night»                                                       | Benjamin          | 2:45     |  |

| Deluxe edition |                                                                      |                   |          |  |
| N.º            | Título                                                               | Producer(s)       | Duración |  |
| 1.             | «Christmas Coupon»                                                   |                   | 3:12     |  |
| 2.             | «Rockin' Around the Christmas Tree»                                  |                   | 2:28     |  |
| 3.             | «Christmas (Baby Please Come Home)»                                  |                   | 2:28     |  |
| 4.             | «My Kind of Present»                                                 | M. Trainor        | 2:41     |  |
| 5.             | «It's Beginning to Look a Lot Like Christmas»                        | Asa Welch         | 2:08     |  |
| 6.             | «I Believe in Santa»                                                 | M. Trainor        | 2:38     |  |
| 7.             | «Last Christmas»                                                     | Welch             | 4:03     |  |
| 8.             | «Holidays» (featuring Earth, Wind & Fire)                            | Sabath            | 2:45     |  |
| 9.             | «Christmas Party»                                                    | Met               | 2:55     |  |
| 10.            | «Winter Wonderland»                                                  | J. Trainor        | 2:18     |  |
| 11.            | «White Christmas» (con Seth MacFarlane)                              | Welch             | 3:01     |  |
| 12.            | «Holly Jolly Christmas» (bonus track)                                | Welch             | 1:45     |  |
| 13.            | «Christmas Got Me Blue»                                              | M. Trainor        | 3:33     |  |
| 14.            | «Sleigh Ride»                                                        | Frederico Vindver | 3:48     |  |
| 15.            | «My Only Wish»                                                       | Vindver           | 4:02     |  |
| 16.            | «The Christmas Song»                                                 | Vindver           | 3:35     |  |
| 17.            | «Rudolph the Red-Nosed Reindeer» (con Jayden, Jenna, & Marcus Toney) | Welch             | 2:30     |  |
| 18.            | «Naughty List»                                                       | M. Trainor        | 2:37     |  |
| 19.            | «Have Yourself a Merry Little Christmas» (con Gary Trainor)          | J. Trainor        | 3:48     |  |
| 20.            | «I'll Be Home» (bonus track)                                         | M. Trainor        | 3:39     |  |
| 21.            | «Silent Night»                                                       | Benjamin          | 2:45     |  |

Notas
- Las ediciones digitales de A Very Trainor Christmas incluyen las 18 canciones, mientras que las versiones físicas del álbum en CD no incluyen "Holly Jolly Christmas" y "I'll Be Home". Estas son exclusivas del Target CD en Estados Unidos.[2][16]
- La edición de lujo del álbum fue anunciada el 13 de octubre de 2021, y fue lanzada el 29 de octubre de 2021, a través de Epic y Honest OG. Esta edición incluye los nuevos temas "Christmas Coupon", "Rockin' Around the Christmas Tree" y "Christmas (Baby Please Come Home)".

## Charts
| Chart (2020–2021)                    | Peak position |
| ------------------------------------ | ------------- |
| Bélgica (Ultratop flamenca)          | 71            |
| Canadá (Billboard Canadian Albums)   | 70            |
| Países Bajos (Album Top 100)         | 42            |
| Suecia (Sverigetopplistan)           | 42            |
| Reino Unido UK Download Albums (OCC) | 47            |
| Estados Unidos (Billboard 200)       | 89            |